# Амплепюи
Амплепюи (фр. Amplepuis) — коммуна во Франции, находится в регионе Рона — Альпы. Департамент коммуны — Рона. Входит в состав кантона Амплепюи.

## География и различные данные
Муниципалитет находится в горах Божоле, на океанской стороне, в 60 км от Лиона, 47 км от Вильфранш-сюр-Сон.
Наличие железнодорожного вокзала, где посещаемость в настоящее время оценивается в 550 пассажиров в день, дает возможность быстрой связи и регулярного контакта с городами Лион и Роанн.

## История
История в основном связана с текстильной промышленностью, уже в шестнадцатом и семнадцатом веке этот регион превратился в один из ведущих во Франции в прядильном деле.
Родина Бартелеми Тимонье (1793—1857), изобретателя швейной машинки, который там и умер.